# Сборная Алжира по футболу
Сбо́рная Алжи́ра по футбо́лу (фр. Équipe d'Algérie de football) — представляет Алжир в международных матчах и турнирах по футболу. Управляющая организация — Алжирская федерация футбола.
По состоянию на 4 апреля 2024 года в рейтинге ФИФА команда занимает 43-е место.
Свои первые футбольные шаги сборная ещё не получившего независимость Алжира начала делать в конце 1950-х годов в товарищеских матчах. Первый такой матч был сыгран в июне 1957 года — сборная Алжира победила своих восточных соседей — сборную Туниса — со счётом 2:1. Первый же официальный матч «независимая» сборная Алжира провела в сентябре 1962 года в товарищеском матче уже с западным своим соседом — сборной Марокко. Итог — победа алжирцев 3:1.
В современном составе национальной сборной подавляющее большинство футболистов родились и начали заниматься футболом во Франции, а не в Алжире (практически все они никогда не выступали за алжирские клубы). Целый ряд игроков (Фаузи Гулам, Софиан Фегули, Хассан Йебда, Рияд Махрез, Ислам Слимани, Сафир Тайдер и другие) даже имеют опыт выступлений за юношеские и молодёжные сборные Франции до того, как приняли решение играть за историческую родину.

## Чемпионаты мира
- 1930 — 1962 — не принимала участия
- 1966 — отказалась от участия
- 1970 — 1978 — не прошла квалификацию
- 1982 — групповой этап
- 1986 — групповой этап
- 1990 — 2006 — не прошла квалификацию
- 2010 — групповой этап
- 2014 — 1/8 финала
- 2018 — не прошла квалификацию
- 2022 — не прошла квалификацию

Сборная Алжира четыре раза участвовала в чемпионатах мира. Дебютом стал чемпионат мира 1982 года в Испании.

### Выступление на ЧМ-1982
«Лисы пустыни» не посрамили честь африканского футбола, обыграв в первом же матче на групповой стадии в Хихоне действующих чемпионов Европы — сборную ФРГ — со счётом 2:1 (голы Рабаха Маджера и Лахдара Беллуми). Далее последовало поражение 0:2 от Австрии и победа над чилийской сборной со счётом 3:2. В итоге сборные ФРГ, Австрии и Алжира набрали равное количество очков (по 4), однако, дальше прошли европейцы из-за лучшей разницы забитых/пропущенных мячей, чему во многом способствовал тот факт, что Австрия и ФРГ проводили свой матч на следующий день после игры Алжира и Чили. В результате, когда на 10-й минуте немецкая сборная открыла счёт, команды, к немалому гневу болельщиков, фактически бросили играть и начали бесцельно катать мяч по полю, поскольку знали, что такой результат устраивает обе сборные. В случае победы немцев с разницей более чем в 2 мяча, ничьей или победы Австрии во второй этап вышли бы алжирцы. Сборная Алжира подала протест, однако результат матча был оставлен в силе, хотя в дальнейшем, во избежание таких ситуаций, заключительные игры в группах стали начинать одновременно.

### Выступление на ЧМ-1986
Вторым появлением сборной Алжира на мировой арене стал чемпионат мира 1986 года в Мексике, где «Лисы пустыни» выступили менее удачно — ничья со сборной Северной Ирландии (1:1) и два поражения — от сборной Бразилии (0:1) и сборной Испании (0:3). Итог — последнее место в группе.

### Выступление на ЧМ-2010
Спустя 24 года алжирцы вернулись на чемпионат мира, отобравшись на первый в истории подобный турнир на их континенте — в ЮАР. Алжирцы попали в группу C со сборными Англии, США и Словении. Ожидалось, что африканцы смогут побороться за 2-е место в группе с американцами и словенцами. В первом матче алжирцы играли со словенцами. На 58-й минуте на замену у Алжира вышел форвард «Сиены» Абделькадер Геззаль, и уже через 15 минут он был удалён с поля, а ещё через 6 минут единственный гол в игре забил капитан словенцев Роберт Корен. Во втором матче африканцы сыграли 0:0 со сборной Англии (алжирцы, в воротах которых играл Раис М’Боли, впервые в своей истории не пропустили ни одного мяча в матче чемпионата мира). В последнем туре алжирцам для выхода из группы нужно было обыграть сборную США, и при этом словенцы должны были не проиграть англичанам. Англичане вышли вперёд уже на 23-й минуте благодаря голу Джермейна Дефо, а в матче Алжир — США счёт долгое время оставался не открыт. Лишь на 90-й минуте Лэндон Донован принёс победу американцам и вывел их в плей-офф с 1-го места в группе (в противном случае дальше прошла бы Словения, несмотря на поражение от англичан). Алжирцев же не спасало уже ничего, так как англичане победили словенцев. Таким образом, алжирцы не сумели забить на чемпионате ни одного гола (кроме них без голов уехал из ЮАР только Гондурас). Безголевая серия алжирцев на чемпионатах мира достигла пяти матчей (с учётом турнира 1986 года), последний раз ворота соперников поражал Джамель Зидан на 59-й минуте игры против Северной Ирландии в 1986 году.

### Отборочный турнир чемпионата мира по футболу 2014
В 4-й раз алжирцы прошли отбор. В решающем третьем раунде квалификации в Африке алжирцы встречались с Буркина-Фасо. В первом матче в гостях алжирцы уступили со счётом 2:3, а дома в Блиде единственный гол на 49-й минуте забил защитник хозяев Маджид Бугерра. Алжирцы вышли в финальную стадию чемпионата мира благодаря большему количеству голов, забитых на выезде.

### Выступление на ЧМ-2014
На турнире в Бразилии алжирцы заняли второе место в группе H с командами Бельгии, Республики Корея и России. Первый свой матч с Бельгией алжирцы проиграли 1:2. Начиная с 25-й минуты Алжир вёл в счёте, однако ближе к концу второго тайма Бельгия на 70-й и 80-й минутах сумела забить 2 мяча в ворота Алжира. Во втором матче Алжир обыграл Республику Корея 4:2: проигрывая уже к 38-й минуте матча 0:3, корейцы сумели на 50-й минуте забить гол в ворота Алжира, через 12 минут статус-кво восстановили алжирцы, доведя счёт до 4:1, но сборной Республики Корея удалось забить ещё один гол. Следующий матч со сборной России должен был решить, какая из этих команд выйдет в плей-офф, а какая покинет чемпионат. Сборной России, неудачно сыгравшей предыдущие два матча, нужна была только победа, в то время как Алжир устраивала ничья. Поначалу всё складывалось в пользу сборной России, сумевшей уже на 6-й минуте выйти вперёд, но на 60-й минуте Алжир сравнивает счёт и удерживает его до финального свистка. Таким образом, выбив из турнира Россию, Алжир впервые в своей истории вышел в 1/8 финала чемпионата мира, при этом впервые в истории этого турнира сразу две африканские сборные (вторая команда — сборная Нигерии) вышли в стадию плей-офф.
В 1/8 финала Алжир встречался с Германией. В основные 90 минут счёт так и не был открыт, но в дополнительное время Германия сумела забить в ворота Алжира 2 мяча. Под самый конец 2-го дополнительного тайма Алжир сумел забить «гол престижа», но отыграться времени не хватило и покинул чемпионат на стадии 1/8 финала. Сборная Алжира была единственной командой чемпионата 23 игрока которой представляли 23 различных футбольных клуба.

## Кубок африканских наций
- 1957 — 1965 — не принимала участия
- 1968 — групповой этап
- 1970 — 1978 — не прошла квалификацию
- 1980 — 2-е место
- 1982 — 4-е место
- 1984 — 3-е место
- 1986 — групповой этап
- 1988 — 3-е место
- 1990 — Чемпион
- 1992 — групповой этап
- 1994 — дисквалифицирована за использование не имевшего права играть игрока
- 1996 — 1/4 финала
- 1998 — групповой этап
- 2000 — 1/4 финала
- 2002 — групповой этап
- 2004 — 1/4 финала
- 2006 — не прошла квалификацию
- 2008 — не прошла квалификацию
- 2010 — 4-е место
- 2012 — не прошла квалификацию
- 2013 — групповой этап
- 2015 — 1/4 финала
- 2017 — групповой этап
- 2019 — Чемпион
- 2021 — групповой этап
- 2023 — групповой этап

По внутриафриканским меркам сборная Алжира — одна из ведущих сборных континента, регулярно входящую в топ-8 команд как по рейтингу, так и по местам на крупнейшем турнире Африки. 19 раз «Лисы пустыни» пытали своё счастье в розыгрыше самого престижного трофея Африки для сборных — Кубка африканских наций. И дважды удача им улыбнулась. В 1990 году Алжир в ранге хозяев турнира в финале переиграли Нигерию — 1:0 (победу хозяевам принёс гол форварда «Сошо» Шерифа Уджани, забитый на 38-й минуте). Помимо домашнего золота Алжир один раз выигрывал «серебро», а также дважды «бронзу».
В 1990-е и 2000-е годы на Кубке африканских наций алжирцы в основном или не выходили из группы в финальной стадии или проигрывали уже в 1/4 финала. В 2010 году в Анголе им наконец удалось добраться до полуфинала впервые за 20 лет. «Лисы пустыни» с огромным трудом вышли из группы: после неожиданного разгрома от Малави (0:3) алжирцы сумели со счётом 1:0 обыграть сборную Мали, а затем удержать нулевую ничью с хозяевами. Малийцы, несмотря на 7 забитых мячей на групповом этапе, оказались ниже сборной Алжира по результату личной встречи. В 1/4 финала алжирцы встретились с Кот-д’Ивуаром, где их соперники считались фаворитами. При счёте 1:1 на 89-й минуте Абдул Кадер Кейта вывел ивуарийцев вперёд, но Маджид Бугерра успел сравнять счёт и перевести игру в дополнительное время, где победу Алжиру принёс Хамер Буазза. В полуфинале алжирцы ничего не смогли поделать со сборной Египта (0:4), а в матче за третье место уступили нигерийцам (0:1).
В 2012 году алжирцы пропустили Кубок африканских наций, так как не прошли квалификацию, а в 2013 году заняли последнее место в группе со сборными Кот-д’Ивуара, Того и Туниса (два поражения и ничья с ивуарийцами в матче, где алжирцы вели 2:0 за 15 минут до конца матча).
В 2015 году Алжир принял участие в Кубке африканских наций 2015. В группе алжирцы заняли 2-е место, пропустив вперёд Гану, где в 1/4 проиграли сборной Кот-д’Ивуара и выбыли из турнира.
В 2019 году Алжир во второй раз в истории выиграл Кубок африканских наций, победив в финале сборную Сенегала со счётом 1:0, причём гол был забит Алжиром уже на второй минуте матча. Алжир стал седьмой африканской командой, которая выигрывала Кубок африканских наций более одного раза.
В 2022 году, являясь действующими обладателями трофея, умудрились занять последнее место в группе со сборными Кот-д’Ивуара, Сьерра-Леоне и Экваториальной Гвинеи (два поражения и ничья с сьерралеонцами, отрицательная разница 1 забитый при четырёх пропущенных).

## Афро-азиатский Кубок наций
В октябре 1991 года Алжир стал обладателем Афро-азиатского Кубка наций, который разыгрывался в 1985—2007 годах между победителями Кубка африканских наций и Кубка Азии. В двухраундовом поединке «Лисы пустыни» переиграли сборную Ирана (1:2 и 1:0) за счёт мяча, забитого на выезде.

## Состав
Следующие игроки были вызваны в состав сборной главным тренером Джамелем Бельмади для участия в стыковых матчах отборочного турнира чемпионата мира 2022 против сборной Камеруна (25 марта 2022) и (29 марта 2022).
Игры и голы приведены по состоянию на 29 марта 2022 года:
|  | Вр  | Раис М’Боли      | 25 апреля 1986 (39 лет)   | 94 | 0  | Аль-Кадисия             |  |  |
|  | Вр  | Александр Укиджа | 19 июля 1988 (36 лет)     | 6  | 0  | Мец                     |  |  |
|  |     |                  |                           |    |    |                         |  |  |
|  | Защ | Аисса Манди      | 22 октября 1991 (33 года) | 74 | 3  | Вильярреал              |  |  |
|  | Защ | Рами Бенсебайни  | 16 апреля 1995 (30 лет)   | 47 | 5  | Боруссия Мёнхенгладбах  |  |  |
|  | Защ | Джамель Бенламри | 25 декабря 1989 (35 лет)  | 30 | 0  | Аль-Халидж              |  |  |
|  | Защ | Юсеф Аталь       | 17 мая 1996 (29 лет)      | 27 | 1  | Ницца                   |  |  |
|  | Защ | Мехди Тахрат     | 24 января 1990 (35 лет)   | 16 | 0  | Аль-Гарафа              |  |  |
|  | Защ | Хусин Бенаяда    | 8 августа 1992 (32 года)  | 9  | 0  | Видад Касабланка        |  |  |
|  | Защ | Ахмед Туба       | 13 марта 1998 (27 лет)    | 3  | 1  | Истанбул Башакшехир     |  |  |
|  | Защ | Янис Амаш        | 13 июля 1999 (26 лет)     | 1  | 0  | Днепр-1                 |  |  |
|  | Защ | Райан Аит-Нури   | 6 июля 2001 (24 года)     | 1  | 0  | Вулверхэмптон Уондерерс |  |  |
|  | Защ | Юсеф Лауафи      | 1 марта 1996 (29 лет)     | 0  | 0  | Белуизидад              |  |  |
|  |     |                  |                           |    |    |                         |  |  |
|  | ПЗ  | Софьян Фегули    | 26 декабря 1989 (35 лет)  | 76 | 19 | свободный агент         |  |  |
|  | ПЗ  | Адлен Гедиура    | 12 ноября 1985 (39 лет)   | 63 | 2  | Аль-Духаиль             |  |  |
|  | ПЗ  | Исмаэль Беннасер | 1 декабря 1997 (27 лет)   | 37 | 2  | Милан                   |  |  |
|  | ПЗ  | Рамиз Зерруки    | 26 мая 1998 (27 лет)      | 14 | 1  | Твенте                  |  |  |
|  | ПЗ  | Софьян Бендебка  | 9 августа 1992 (32 года)  | 13 | 2  | Аль-Фатех               |  |  |
|  | ПЗ  | Хишам Будауи     | 23 сентября 1999 (25 лет) | 10 | 0  | Ницца                   |  |  |
|  |     |                  |                           |    |    |                         |  |  |
|  | Нап | Ислам Слимани    | 18 июня 1988 (37 лет)     | 85 | 40 | Андерлехт               |  |  |
|  | Нап | Рияд Марез       | 21 февраля 1991 (34 года) | 75 | 26 | Аль-Ахли                |  |  |
|  | Нап | Юсеф Белайли     | 14 марта 1992 (33 года)   | 36 | 6  | Аяччо                   |  |  |
|  | Нап | Рашид Геззаль    | 9 мая 1992 (33 года)      | 20 | 2  | Бешикташ                |  |  |
|  | Нап | Исхак Бельфодиль | 12 января 1992 (33 года)  | 20 | 2  | Аль-Гарафа              |  |  |
|  | Нап | Саид Бенрахма    | 10 августа 1995 (29 лет)  | 17 | 1  | Вест Хэм Юнайтед        |  |  |
|  | Нап | Мохамед Беньетту | 1 ноября 1989 (35 лет)    | 0  | 0  | Аль-Вакра               |  |  |

## Наибольшее количество матчей[5]
| No | Игрок               | Годы в сборной | Игры | Голы |
| -- | ------------------- | -------------- | ---- | ---- |
| 1  | Лахдар Беллуми      | 1978—1989      | 100  | 28   |
| 2  | Ислам Слимани       | 2012—н. в.     | 97   | 44   |
| 3  | Раис М’Боли         | 2010—н. в.     | 96   | 0    |
| 4  | Рияд Махрез         | 2014—н. в.     | 89   | 30   |
| 5  | Аисса Манди         | 2014—н. в.     | 88   | 4    |
| 6  | Рабах Маджер        | 1978—1992      | 86   | 28   |
| 7  | Биллель Дзири       | 1992—2005      | 81   | 9    |
| 8  | Софьян Фегули       | 2012—н. в.     | 80   | 19   |
|    | Абдельхафид Тасфаут | 1990—2002      | 80   | 36   |
| 10 | Джамель Менад       | 1980—1995      | 79   | 25   |

## Форма

### Домашняя
| ОИ-1980              | КАН-1982   | ЧМ-1982   | 1984    | ЧМ-1986  | КАН-1988 | 1990     | ААКН-1991 | КАН-1992 | КАН-1996 | КАН-1998 |
| КАН-2002             | КАН-2004   | 2008—2009 | ЧМ-2010 | КАН-2013 | ЧМ-2014  | КАН-2015 | ОИ-2016   | КАН-2017 | КАН-2019 | КАН-2021 |
| 2022—2024 · КАН-2023 | 2024—н. в. |           |         |          |          |          |           |          |          |          |

### Гостевая
| ОИ-1980  | КАН-1982             | ЧМ-1982    | КАН-1984  | ЧМ-1986 | КАН-1986 | КАН-1988 | КАН-1990 | ААКН-1991 | КАН-1992 | КАН-1996 |
| КАН-1998 | КАН-2002             | КАН-2004   | 2008—2009 | ЧМ-2010 | КАН-2013 | ЧМ-2014  | КАН-2015 | ОИ-2016   | КАН-2017 | КАН-2019 |
| КАН-2021 | 2022—2024 · КАН-2023 | 2024—н. в. |           |         |          |          |          |           |          |          |

### Резервная
| КАН-2002 |

Источники:,